# Chidea
Chidea (węg. Kide) – wieś w Rumunii, w okręgu Kluż, w gminie Vultureni. W 2011 roku liczyła 155 mieszkańców.